# Tramlijn 1 (Île-de-France)
Lijn 1 van de tram van Île-de-France, vaker gewoon T1 genoemd, is een tramlijn geëxploiteerd door de RATP, die de lijn heeft laten aanleggen in 1992 van Bobigny naar Saint-Denis. Het betekende de comeback van deze wijze van vervoer in de regio Ile de France na vijfendertig jaar afwezigheid. De lijn verbindt momenteel het metrostation Asnières - Gennevilliers Les Courtilles met het station van Noisy-le-Sec. De lijn is 17 kilometer lang en bedient 36 haltes, de gemiddelde reistijd tussen de twee eindpunten is 64 minuten.

## Geschiedenis
Het eerste deel van de lijn werd in 1992 in werking gesteld in twee fasen: eerste deel van La Courneuve - Six routes naar Bobigny - Pablo Picasso (juli) en vervolgens tussen Gare Saint-Denis en La Courneuve - Six routes (december). Een eerste uitbreiding (Bobigny - Noisy-le-Sec) werd voltooid in december 2003.
Op 15 november 2012 is een uitbreiding naar het westen van 4,9 km tussen Saint-Denis en Asnières-Gennevilliers in gebruik genomen. Deze heeft een totaal van 10 nieuwe stations die zijn gemaakt met overstapmogelijkheden naar de RER-lijnen C en D, de metrolijn 13 en Transilien lijn H.

## Exploitatie

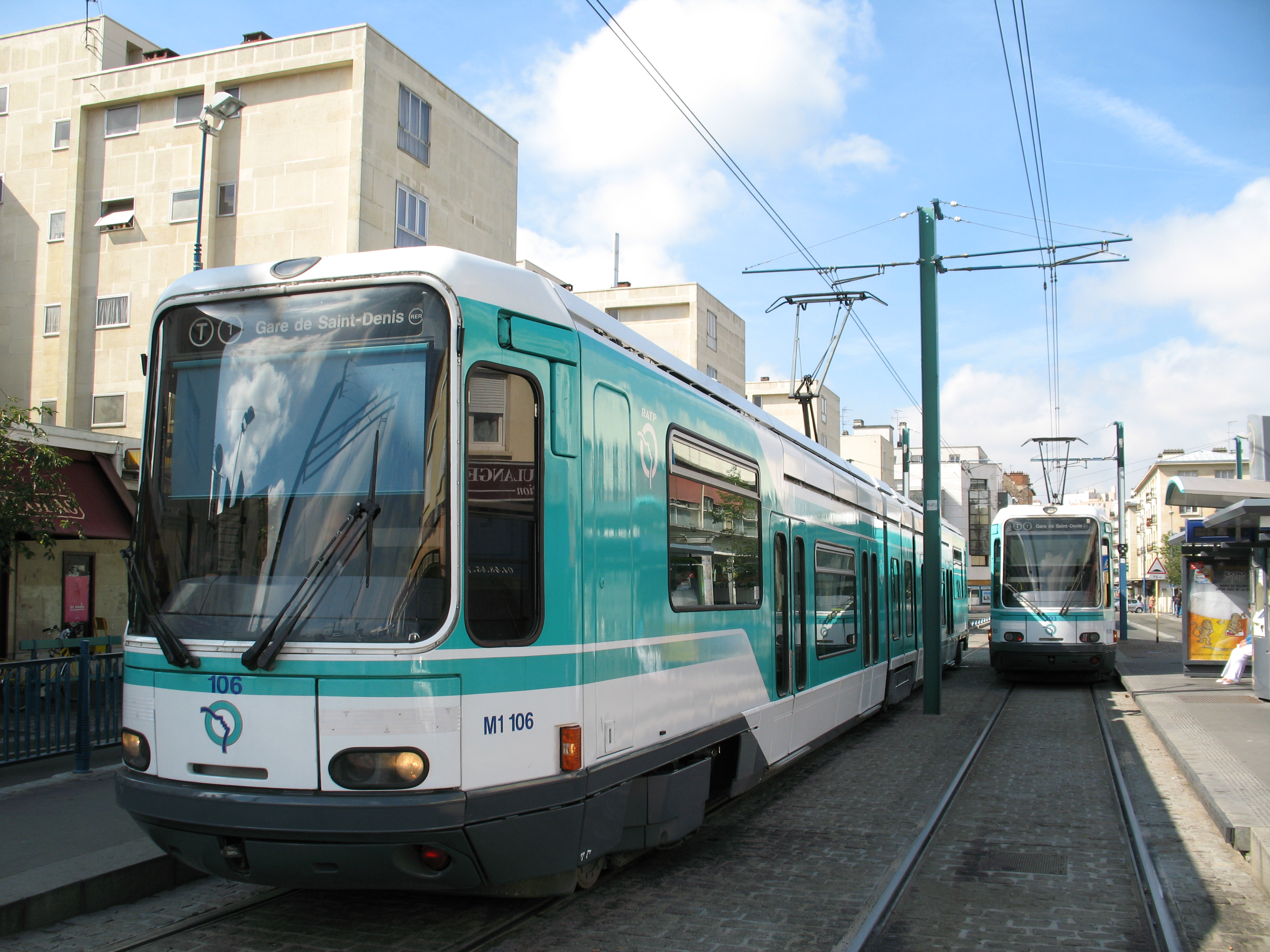
Twee trams staan te wachten in Noisy-le-Sec

De dienstregeling wordt gereden met vijfendertig trams type Tramway Français Standard (TFS), identiek aan de trams in Grenoble. De eerste tram werd geleverd op 12 februari 1992 in de werkplaats van Bobigny en voltooide zijn eerste test op 24 februari. Deze stellen zijn 29 meter lang en 2,30 meter breed en hebben een capaciteit van 178 passagiers. Ze hebben een lage vloer over twee derde van hun lengte, alleen de gedeeltes boven de draaistellen hebben hun vloer op 65 cm boven de rails.
Er rijden twee soorten TFS-materieel op de T1-lijn. Het eerste type is dat van 1992, dat wordt gekenmerkt door gelijkstroommotoren. Deze verschillen ook door hun hoorn van de daarna geleverde trams - die zijn genummerd van 101 tot 117. Een tweede lichting van dit type is geleverd in 1995, genummerd 118 en 119. De andere zestien trams van de lijn kwamen in 2003 en 2004 over van Lijn 2, waar ze overbodig waren geworden door de inzet van Citadis 302 trams, een nieuwer type met meer zitplaatsen. De zestien extra tramstellen, genummerd van 201 tot 216, zijn bedoeld voor verlenging naar Noisy-le-Sec. De trams genummerd van 101 tot 119 werden oorspronkelijk in een grijze huisstijl geleverd. Bij de revisie van het materieel zijn ze allemaal uitgerust met airconditioning en een vernieuwd interieur, waarbij ook de hedendaagse huisstijl van de RATP werd aangebracht.

De trams 201 tot 216 zijn gerenoveerd bij de overdracht naar de lijn.
Voor de verlenging van de lijn naar Val de Fontenay zijn 15 extra trams nodig, waarvan nog onbekend is waar die vandaan moeten komen. Wel zijn er plannen om het hele materieelpark te vervangen door nieuwe trams in 2022.

## Reizigersaantallen
Lijn 1 werd snel een succes en is de op een na drukste tramlijn van Parijs: er zijn gemiddeld 115.000 reizigers per dag. Het aantal reizigers is 50% hoger dan dat van Lijn 2. Tussen het eerste jaar van volle exploitatie 1993 en 2006 is het reizigersaantal verdubbeld, een trend die op alle tramlijnen van Parijs te zien is geweest. Lijn 3a had tot 2010 minder reizigers, maar heeft lijn 1 ingehaald qua reizigersaantallen.
| Jaar                            | 1992 | 1993 | 1994 | 1995 | 1996 | 1997 | 1998 | 1999 | 2000 | 2001 | 2002 | 2003 | 2004 | 2005 | 2006 |
| Aantal reizigers (in miljoenen) | 3,9  | 15,3 | 17,0 | 15,7 | 16,9 | 16,7 | 16,2 | 20,7 | 23,0 | 21,9 | 23,2 | 23,5 | 27,6 | 28,4 | 29,3 |

## Frequentie
Tramlijn 1 rijdt op werkdagen in de spits iedere 5 minuten, tussen de spitsen iedere 7,5 minuten. 's Avonds is de frequentie lager, met een minimum van eens per 15 minuten. Op zaterdag wordt iedere 6 tot 10 minuten gereden, op zon- en feestdagen iedere 7 tot 10 minuten.

## Toekomst
Sinds 2019  is een tweede uitbreiding naar het oosten voorzien, richting Val de Fontenay. Deze is een aantal jaren geblokkeerd vanwege verzet van de gemeente Noisy-le-Sec, maar in juni 2009 is alsnog toestemming gegeven voor de aanleg van de lijn. 
Door deze en eerdere verlengingen, alsmede een grote reizigersgroei, is er behoefte aan nieuw materieel. Verwacht wordt dat 50 tramstellen gekocht moeten worden. Ingebruikname is naar verwachting in 2022.

## Kaart

Overzicht van de lijn.